# ميخائيل بروكس (لاعب كرة قدم أمريكية)
ميخائيل بروكس (بالإنجليزية: Michael Brooks)‏ هو لاعب كرة قدم أمريكية أمريكي، ولد في 12 مارس 1967 في غرينزبورو في الولايات المتحدة.

## وصلات خارجية
- ميخائيل بروكس على موقع مرجع كرة القدم المحترفة.كوم (الإنجليزية)